# Concierto para violín y piano (Mozart)
El Concierto para violín, piano y orquesta, K. Anh. 56/315f, de Wolfgang Amadeus Mozart es una composición inacabada escrita en Mannheim en 1778. El concierto iba a ser compuesto para una Academie des Amateurs que iba a tener lugar en esa ciudad. El propio Mozart iba a tocar la parte solista de piano, mientras que Ignaz Fränzl, concertino de la orquesta de Mannheim, iba a tocar la parte solista de violín.

## Historia
Mozart solo escribió los ciento veinte primeros compases del primer movimiento, de los cuales solo los setenta y cuatro primeros están completamente orquestados. Alfred Einstein consideró que la obra fue abandonada a causa de la disolución de la orquesta de Mannheim; no obstante, esto había ocurrido antes de ese año, cuando el príncipe-elector se trasladó a Múnich y muchos integrantes de la orquesta lo siguieron, de tal manera que la Academie des Amateurs remplazó a la orquesta de Mannheim.
La explicación más probable de por qué la obra se abandonó es que Mozart partió de Mannheim en diciembre de 1778, quizá porque la Academie no empezó tan pronto como él pensó en un principio. En cualquier caso, es desconocido el motivo por el cual Mozart no continuó trabajando en el concierto durante su viaje de vuelta a Salzburgo.